# India ai X Giochi olimpici invernali
L'India partecipò ai X Giochi olimpici invernali, svoltisi a Grenoble, Francia, dal 6 al 18 febbraio 1968, con una delegazione di 1 atleta impegnato in una disciplina.